# Fransèches
Fransèches ist eine Gemeinde in Frankreich. Sie gehört zur Region Nouvelle-Aquitaine, zum Département Creuse, zum Arrondissement Guéret und zum Kanton Ahun. Die Bewohner nennen sich Franséchois oder Franséchoises. 

## Geographie
Sie grenzt im Norden an Chamberaud, im Nordosten an Ahun und an Saint-Martial-le-Mont, im Südosten Ars, im Süden an Saint-Avit-le-Pauvre und Saint-Sulpice-les-Champs sowie im Westen an Le Donzeil.
Das Siedlungsgebiet besteht aus den Dörfern Antarioux, La Brutine, Buige-Fayolle, Bussieras, Champ, Chavanier, Durazat, Les Essarts, Le Faux, Le Frais, Fransèches, Fransèches-Vieille, Lascaux, Lubeix, Masgot, Montgermain, La Roche, Villejus und La Virolle.

## Bevölkerungsentwicklung
| Jahr      | 1962 | 1968 | 1975 | 1982 | 1990 | 1999 | 2008 | 2012 |
| --------- | ---- | ---- | ---- | ---- | ---- | ---- | ---- | ---- |
| Einwohner | 357  | 341  | 287  | 248  | 239  | 267  | 240  | 250  |